# Grupo Modelo
Grupo Modelo è un'azienda messicana specializzata nella produzione di birra, facente parte del gruppo A.B. InBev dal 2013.

## Storia
L'8 marzo 1922 un gruppo di 25 imprenditori, banchieri ed esperti d'industria originari della Spagna, iniziarono a progettare l'apertura di un birrificio a Città del Messico.

### Presidenza Iriarte (1925-1932)
Il 25 ottobre 1925 viene inaugurata la Cerveceria Modelo S.A., il cui edificio sorgeva nel quartiere di Santa Julia del comune di Tacuba, cittadina oggi accorpata a Città del Messico. Furono eletti Braulio Iriarte come primo presidente e Francisco Cilveti Ilarregui come vicepresidente. La produzione comprendeva la Modelo, una pilsener e la Corona, una american adjunt lager, ideata un mese dopo. Nel 1926, i fratelli Oyamburu coinvolsero il loro amico e socio in affari Pablo Díez Fernández, un imprenditore leonese con cui possedevano una fabbrica di lievito a nord di Città del Messico. Nel giro di due anni le vendite aumentarono fino a 8 milioni di bottiglie annuali, grazie anche alle conoscenze con la comunità iberica di Città del Messico. Nel 1930 l'azienda lancia la Negra Modelo, una variante dunkel della Modelo; nello stesso anno, Pablo Díez diventa direttore generale e porta avanti la proposta di espansione della fabbrica, espansione che avverrà nel 1931 rendendo la Modelo il più grande e moderno birrificio messicano dell'epoca.

### Presidenza Diez (1932-1971)
Nel 1932 morì il presidente Iriarte e, gli eredi, preferirono abbandonare il progetto vendendo le quote azionarie dell'azienda a Martín Oyamburu e a Pablo Diez, il quale prese il posto di presidente; i due soci, divenuti maggioritari, concordarono che, allorquando uno dei due avesse avuto la possibilità di acquisire le quote dell'altro, il secondo avrebbe dovuto cedergliele (i fratelli Oyamburu lasciarono l'impresa qualche anno dopo ma non sono note le ragioni). I cambi di direttivo, unitamente al periodo di recessione economica, misero in difficoltà il birrificio. La strategia di distribuzione capillare tramite agenzie, acquisizione e espansioni mirate ideata da Martìn Oyamburu e Diaz, unitamente alle capacità amministrative di quest'ultimo , però, salvarono l'azienda dalla bancarotta. Nel 1933 la rete di distribuzione si espande agli Stati Uniti, sebbene solo tramite delle vendite sporadiche e dirette. Il 1935 fu un anno di grandi novità per l'azienda: infatti la Modelo cominciò a produrre in proprio le bottiglie di birra, l'azienda lanciò sul mercato la birra Moravia e i fratelli Oyamburu conclusero l'acquisto della Compañía Cervecera de Toluca y México, il secondo birrificio birrificio più antico del Messico, produttrice di varie birre fra cui la Victoria, Quello stesso anno, la birra Corona risultò essere la birra più venduta del Messico.
Nel 1954 furono acquisite altre due aziende, Cervecería del Pacífico e la Cervecería La Estrella, proprietarie rispettivamente delle birre Pacífico e Estrella. nel 1956 la Modelo risulta prima per produzione, arrivando al 31,6% della birra prodotta in Messico, la produzione delle rivali Cuauhtemoc e Moctezuma. Nel 1958 fu inaugurato il secondo stabilimento della Modelo, situato a Guadalajara, a capo del quale fu posto Antonino Fernández Rodríguez, parente acquisito di Diaz e impiegato nel birrificio sin dal 1949. nel 1960 la società acquisì la maggioranza dell'impresa Inversiones y Fomento del Noroeste, società dei fratelli Victor e Rodolfo Gonzales, già proprietari del birrificio Mexicali; con l'acquisizione, la Modelo divenne proprietaria di un impianto a Ciudad Obregón, rinominato Cervecería Modelo del Noroeste. Un altro impianto, quello di Torreón, derivante dalla liquidazione della Compañía Cervecera de la Laguna venne acquisito nel 1967. dal punto di vista produttivo, invece, venne lanciata, nel 1966, la Modelo Especial, la prima birra in lattina dell'azienda.

### Presidenza Fernández (1971-2005)
Nel 1971 Pablo Díez lasciò la carica di presidente, carica che passo a Antonino Fernández. Nel 1976 comincia l'esportazione formale della birra corona negli Stati Uniti: vi furono però dei problemi legali con un'azienda portoricana che deteneva i diritti di una birra omonima: la diatriba ebbe termine nel 1985, con l'acquisizione di tali diritti da parte della Modelo. Le aziende incaricate dell'importazione sul suolo messicano furono la Gambrinus di San Antonio, la quale si occupava degli Stati Uniti orientali e, dal 1978 la Barton, sussidiaria della Constellation Brands, per l'area occidentale. Nel 1979, l'azienda acquisì la Cervecería Yucateca di Mérida, proprietaria dei marchi Motejo e León. Nello stesso anno ebbero inizio i lavori di costruzione dell'impianto di Tuxtepec, che si conclusero nel 1984 con l'inaugurazione dell'impianto Compañía Cervecera del Trópico, e la fondazione della malteria Cebadas y Maltas a Tlaxcala. Verso al fine degli anni settanta ci fu anche la prima riorganizzazione delle aziende e delle filiali di proprietà dell'azienda con la creazione di tre società: la "Doblo", holding di tutte le fabbriche della Modelo, la "Consorcio distributivo" società proprietaria delle azioni dei distributori e "Expansión Integral", compagnia che controllava i prodotti immobiliari.

Nel 1985 cominciarono le esportazioni verso alcuni paesi di Europa e Africa, l'Australia, la Nuova Zelanda, il Giappone e il Canada.; quattro anni vennero raggiunte anche Grecia, Paesi Bassi, Germania, Belgio, Hong Kong e Singapore. Nel 1991 si iniziò a integrare sotto un'unica società, dal nome "Grupo Modelo", tutte le aziende sia di produzione e distribuzione sia delle aziende sussidiarie con azioni rappresentative del capitale sociale. nel 1993 la Anheuser-Busch, con cui aveva già rapporti sin dal 1989 per la distribuzione sul mercato messicano, entra nell'azionariato acquisendo, per 477 milioni di dollari il 17,7% della società e nel febbraio del 1994 il Grupo Modelo divenne una società pubblica collocando il 13% del capitale sociale nella borsa messicana. Nel 1994 hanno inizio i lavori di costruzione della Compañía Cervecera de Zacatecas, a Calera, l'impianto più grande del mondo, con una capacità di circa 24 milioni di ettolitri annuali, la cui inaugurazione avverrà tre anni più tardi. Nel 1996 l'azienda rinnova il contratto di importazione.
Nel 1997, Antonino Fernández lascio il posto di amministratore delegato al vicepresidente del consiglio di amministrazione e pronipote del fondatore, l'ingegnere Carlos Fernández González, mantenendo solo il ruolo di presidente del consiglio d'amministrazione. Nello stesso anno la Anheuser-Busch aumenta l'investimento nella azienda messicana sino a 1,6 miliardi, raggiungendo il 50,2% della partecipazione azionaria e la Corona diventa la birra più importata nel mercato statunitense. nel 2002 comincia la costruzione del primo impianto di proprietà del Grupo Modelo al di fuori del Messico, una malteria a Idaho Falls, i cui lavori saranno conclusi nel 2005.

### Proprietà Anheuser-Busch InBev (2012)
Nel giugno del 2012 la Anheuser-Busch InBev, proprietaria del 50,4% delle azioni del Grupo Modelo, lancia la proposta di 20,1 miliardi di dollari per l'acquisizione completa della società. Il 18 aprile 2013 l'ufficio antitrust del dipartimento di giustizia americano dà il via libera all'operazione e la società belga diviene proprietaria del Grupo Modelo.

## Prodotti
La Modelo produce nei suoi impianti diversi marchi di birra:
- Corona
- Estrella Jalisco
- Leòn
- Modelo
- Montejo
- Pacifico
- Tropical
- Victoria

Detiene, inoltre i diritti per la distribuzione in Messico dei marchi di bevande alcoliche e non alcoliche:
- Budweiser (Stati Uniti, 1989)
- Michelob (Stati Uniti, 2017)
- O'Doul's (Stati Uniti, ?[28])
- Perrier (Francia, 2007)
- Pureza Vital (Messico, 2007)
- Sanpellegrino (Italia, 2007)
- Sta.Maria (Messico, 2007)
- Stella Artois (Belgio, ?)
- Tsingtao (Cina, 2006)

### Prodotti passati
Il Grupo Modelo ha detenuto, in passato, l'esclusiva per la distribuzione in Messico di alcuni marchi di bevande alcoliche e non alcoliche:
- Carlsberg (Danimarca, 2007-2013)
- Mahou (Spagna, 2012-?)
- Somersby (Danimarca, 2012-2013)

## Proprietà

### Birrifici
L'azienda è proprietaria di vari impianti produttivi di birra:
- Compañía Cervecera de México (Hidalgo, 1925): il primo birrificio dell'azienda.
- Compañía Cervecera del Pacífico (Mazatlán, 1954): impianto acquisito con l'acquisto dell'azienda Pacífico. La costruzione dell'edificio risale all'anno 1900[29].
- Compañía Cervecera de Guadalajara (Guadalajara, 1954): impianto acquisito con l'acquisto dell'azienda Estrella.
- Cervecería Modelo de Torreón (Torreón, 1967): impianto acquisito dalla liquidazione dell'impresa "Compañia Cervecera de la Laguna", un birrificio locale; l'edificio fu ristrutturato e inaugurato il 23 aprile 1967.
- Compañía Cervecera del Trópico (San Juan Bautista Tuxtepec, 1984): impianto costruito fra il 1979 e il 1984, si estende su 750.000 m2 (a cui si aggiunge un'espansione di 6.300 m2 eseguita nel 2017) ed è in grado di produrre circa 16 milioni di ettolitri di birra all'anno[30].
- Compañía Cervecera de Zacatecas (Zacatecas, 1997): l'impianto produttivo più grande del mondo[31]. Contiene una malteria ed è in grado di produrre circa 24 milioni di ettolitri di birra all'anno[32].
- Cervecería Modelo de Apan (Apan, 2019):

A questi si aggiungono un impianto sperimentale a Città del Messico e due impianti artigianali a Tecate e Tijuana.

### Filiali
L'azienda, inoltre, è proprietaria di diversi siti produttivi dell'indotto, come vetrerie, malterie e industrie cartiere:
- Cebada y Maltas (Calpulalpan, 1984): fabbrica di produzione di malto. Il sito, posto su un'area di 42 ettari, è attualmente la malteria più grande del Messico e fornisce il 31% del malto utilizzato dal Grupo Modelo[33]. Ha accordi con i produttori di orzo di alcune zone tlaxcalteche per le quote di rifornimento.
- Grupo Modelo Barley Malting Facility (Idaho Falls, 2005) - Malteria costruita fra il 2002 e il 2005 in Idaho, la prima al di fuori del Messico[34][35]. Inizialmente, doveva essere situata nella zona di Manitoba, ma l'importante produzione di orzo, la vicinanza ad un altro impianto proprietà della Anheuser-Busch, la quale ha offerto expertise e tecnologie, e diversi incentivi da parte delle istituzioni governative dello stato dell'Idaho (circa 1,1 milioni di dollari erogati dai fondi Kempthorne's Rural Idaho Initiative, Governor's Settlement Fun e Regional Development Alliance) hanno contribuito allo spostamento in questa località. L'impianto è costato circa 84 milioni di dollari, utilizza circa 140000 tonnellate di orzo ed in grado di fornire circa 100000 tonnellate di malto all'anno. Dal 2010 è diretto dalla  Integrow Malt, una joint-venture tra il Grupo Modelo e la Cargill.
- Vidriera Industrial del Potosi Grupo Modelo (San Luis Potosí, ?) - vetreria, imbottigliamento

### Vendita al dettaglio
- Tiendas Extra (1993 - 2014): catena di convenience store, oggi proprietà dell'azienda Circle K.
- Modelorama (?[36]): catena di negozi in franchise per la vendita diretta di bevande e prodotti del Grupo Modelo e della casa madre AB InBev.

## Responsabilità sociale
L'11 dicembre 1998, per iniziativa dell'ingegner Carlos Fernández, vicepresidente del consiglio di amministrazione dal 1993 al 2005, nasce la Fundación Grupo Modelo, un'organizzazione a scopo benefico impegnata nel campo ambientale e sociale. In particolare, la fondazione si impegna tramite una rete di volontari e di accordi con istituzioni, a promuovere il consumo responsabile di alcol, ridurre l'impatto ambientale dell'azienda e promuovere iniziative sociali nelle comunità locali messicane (scuola, disastri naturali, ecc.). Questa iniziativa ha valso all'azienda il riconoscimento di impresa socialmente responsabile da parte del Centro Mexicano para la Filantropía. Fra le iniziative della fondazione vi sono:
- Movimiento Playa Corona - Corona save the beach: programma per la salvaguardia delle spiagge presentato dal 2008 in Europa e dal 2013 in Messico[40][41].
- Escuelas Modelo: programma per l'implementazione di materiali e strutture per il miglioramento delle scuole primarie[38]
- Ciudad Modelo: progetti di consumo responsabile di alcolici[42][43][44]

Durante la pandemia di COVID-19, l'azienda ha messo in campo diverse iniziative di responsabilità sociale con la campagna "Por Nuestro México": 
- Donazione agli stati federati messicani di Hidalgo e Messico, al distretto federale di Città del Messico e all'organismo amministrativo ambientale Conagua 213.000 litri di acqua potabile da distribuire alle fasce di popolazione che non hanno accesso sicuro a questo bene[45][46]. L'acqua è distribuita tramite 600.000 bottiglie di vetro serigrafate da 0,355 l., caratteristiche della birra Corona, ma con il logo riadattato[47].
- Donazione di 106.500 litri di gel antisettico all'istituto messicano di sicurezza sociale[48]; il gel contiene il 70% di alcool, ricavato dalla dealcolizzazione delle birre analcoliche dell'azienda ed è distribuito tramite 300.000 bottiglie da 0,355 l[49].
- "Ideas por nuestro México", un programma di finanziamento per progetti di miglioramento economico, sanitario e/o sociale, proposti tra il 13 marzo e il 24 aprile da imprese e startup tramite una piattaforma di applicativi online[50][51].

## Controversie
Nel 2006 il professore dell'università messicana Colegio de Tlaxcala ha accusato la compagnia di imporre monopolisticamente i prezzi dell'orzo ai contadini della zona di Tepeapulco e di poter, al contrario di questi ultimi, poter disporre liberamente delle risorse idriche razionate dal governo locale.
Dal 2016, diversi gruppi di attivisti, molti dei quali unitisi nell'associazione indipendente Mexicali Resiste hanno contrastato l'apertura della sede produttiva di Mexicali: la ragione delle proteste risiede nel fatto che la fabbrica utilizzerebbe 35 milioni di ettolitri di acqua all'anno (utili per la produzione di 10 milioni di ettolitri di birra) in uno stato, la Bassa California, dove le risorse idriche sono sufficienti a soddisfare circa il 20% delle necessità dell'area.